# Люсон (кантон)
Люсон (фр. Luçon) — кантон во Франции, находится в регионе Пеи-де-ла-Луар, департамент Вандея. Входит в состав округа Фонтене-ле-Конт.

## История
Кантон Люсон был создан в 1790 году и его состав несколько раз менялся. Современный кантон Люсон образован в результате реформы 2015 года. В его состав вошли коммуны упраздненных кантонов Л’Эрмено и Шайе-ле-Маре.

## Состав кантона с 22 марта 2015 года
В состав кантона входят коммуны (население по данным Национального института статистики за 2019 г.):
- Вуйе-ле-Маре (755 чел.)
- Грю (897 чел.)
- Л’Иль-д’Эль (1 506 чел.)
- Ла-Ге-де-Веллюир (527 чел.)
- Ла-Тайе (551 чел.)
- Ле-Маний-Ренье (1 484 чел.)
- Леру (616 чел.)
- Люсон (9 541 чел.)
- Морей (410 чел.)
- Музёй-Сен-Мартен (1 190 чел.)
- Налье (2 333 чел.)
- Пуйе (641 чел.)
- Пюираво (653 чел.)
- Сен-Дени-де-Пере (391 чел.)
- Сен-Мишель-ан-л’Эрм (2 339 чел.)
- Сент-Жам-ла-Плен (2 077 чел.)
- Сент-Радегонд-де-Нуае (952 чел.)
- Триез (1 011 чел.)
- Шайе-ле-Маре (1 884 чел.)
- Шампанье-ле-Маре (1 797 чел.)
- Шане (757 чел.)

## Политика
На президентских выборах 2022 г. жители кантона отдали в 1-м туре Марин Ле Пен 31,6 % голосов против 28,1 % у Эмманюэля Макрона и 14,5 % у Жана-Люка Меланшона; во 2-м туре в кантоне победила Ле Пен, получившая 50,02 % голосов. (2017 год. 1 тур: Марин Ле Пен — 24,5 %, Эмманюэль Макрон — 23,8 %, Франсуа Фийон — 21,2 %, Жан-Люк Меланшон — 16,4 %; 2 тур: Макрон — 61,1 %).
С 2015 года кантон в Совете департамента Вандея представляют мэр коммуны Музёй-Сен-Мартен Анн-Мари Кулон (Anne-Marie Coulon) (Разные правые) и вице-мэр города Люсон Арно Шарпантье (Arnaud Charpentier) (Республиканцы).
|                | Кандидаты                       | Партия                   | Первый тур | Первый тур     | Второй тур | Второй тур |
| Кол-во голосов | Кандидаты                       | Партия                   | % голосов  | Кол-во голосов | % голосов  |            |
| -------------- | ------------------------------- | ------------------------ | ---------- | -------------- | ---------- | ---------- |
|                | Анн-Мари Кулон Арно Шарпантье   | Правый блок              | 4 023      | 50,73          | 5 631      | 75,84      |
|                | Реми Санчес Кармен Тайдюмье     | Национальное объединение | 1 562      | 19,70          | 1 794      | 24,16      |
|                | Фабьян Герино Антони Тессон     | Левый блок — Зелёные     | 1 518      | 19,14          |            |            |
|                | Натали Бателли-Сарло Стев Бешьо | Прочие                   | 827        | 10,43          |            |            |

|                | Кандидаты                     | Партия             | Первый тур | Первый тур     | Второй тур | Второй тур |
| Кол-во голосов | Кандидаты                     | Партия             | % голосов  | Кол-во голосов | % голосов  |            |
| -------------- | ----------------------------- | ------------------ | ---------- | -------------- | ---------- | ---------- |
|                | Анн-Мари Кулон Арно Шарпантье | Правый блок        | 4 420      | 37,47          | 6 539      | 63,64      |
|                | Катрин Давид Ришар Юнао       | Национальный фронт | 3 325      | 28,19          | 3 736      | 36,36      |
|                | Северин Бургино Лоик Ноло     | Разные левые       | 2 831      | 24,00          |            |            |
|                | Пьер Котрон Элизабет Тальбо   | Левый фронт        | 1 220      | 10,34          |            |            |